# 卡多雷地区多梅杰
卡多雷地区多梅杰（義大利語：Domegge di Cadore）是意大利威尼托大区贝卢诺省的一个市镇。总面积50平方公里，人口2613人，人口密度52.3人/平方公里（2009年）。国家统计（ISTAT）代码为025018。